# Десна Мартинска Вес
Десна Мартинска Вес је бивше насељено место у општини Мартинска Вес, у сисачкој горњој Посавини, Хрватска, до нове територијалне организације у саставу бивше велике општине Сисак. Спојено је са бившим насељем Лијева Мартинска Вес у једно насеље Мартинска Вес.

## Становништво

### Попис1991.
На попису становништва 1991. године, насељено место Десна Мартинска Вес је имало 443 становника, следећег националног састава:
| Попис 1991.‍  | Попис 1991.‍  | Попис 1991.‍ | Попис 1991.‍ | Попис 1991.‍ |
| ------------ | ------------ | ----------- | ----------- | ----------- |
|              |              |             |             |             |
| Хрвати       | Хрвати       |             | 436         | 98,41%      |
| Југословени  | Југословени  |             | 3           | 0,67%       |
| Словенци     | Словенци     |             | 1           | 0,22%       |
| Срби         | Срби         |             | 1           | 0,22%       |
| неопредељени | неопредељени |             | 1           | 0,22%       |
| непознато    | непознато    |             | 1           | 0,22%       |
| укупно: 443  |              |             |             |             |